# Синтетичний облік
Синтетичний облік - узагальнене віддзеркалення в грошовому вимірі економічно однорідних господарських засобів, їх джерел і господарських процесів. Ведеться в розрізі синтетичних рахунків бухгалтерського обліку, єдиний план яких затверджується в централізованому порядку. Синтетичний облік служить для здобуття сумарних відомостей про господарсько-фінансову діяльність підприємств, установ, організацій. Він має важливе значення: дає можливість перевіряти взаємозв'язок всіх господарських операцій і шляхом звірки синтетичного і аналітичного обліку контролювати повноту і правильність їх віддзеркалення в обліку. Матеріали синтетичного обліку, як зведеного обліку, використовуються для складання і перевірки звітності. На підприємстві за допомогою синтетичного обліку визначають загальну наявність основних засобів сировини і матеріалів, витрати на виробництво, стан розрахунків з постачальниками і т. п. У фінансово-кредитних установах синтетичний облік використовується для обліку і контролю за виконання бюджету і кредитними операціями.
Перед складанням балансу в цілях звірки правильності записів на бухгалтерських рахунках і отримання узагальнених даних про рух господарських засобів, їх джерела і господарські процеси по аналітичних і синтетичних рахунках складаються оборотні відомості.

## Дивись також
- Аналітичний облік
- Бухгалтерський облік